# Лотар I фон Аре-Хохщаден
Лотар I фон Аре-Хохщаден (на немски: Lothar I von Are-Hostaden; † 1222) е граф на Аре-Хохщаден (1195 – 1222), фогт на Щайнфелд. Той е далечен роднина на Хоенщауфените.

## Произход
Той е най-възрастният син на граф Дитрих III фон Аре-Хохщаден (ок. 1157 – 1195) и съпругата му Луитгард фон Мец-Дагсбург (ок. 1150 – 1194/97) (Етихониди), дъщеря на граф Хуго VIII (Хайнрих) фон Дагсбург, Мец и Моха († 1178) и Лутгарда фон Зулцбах. Внук е на граф Ото I фон Аре-Хохщаден († пр. 1162) и Аделхайд фон Хохщаден († пр. 1162), дъщеря на граф Герхард II фон Хохщаден († сл. 1145).

## Фамилия
Лотар I се жени за Матилда (Мехтилд) фон Вианден († 1241/1253), дъщеря на граф Фридрих III фон Вианден († 1220) и Мехтилд фон Нойербург († сл. 1200). Те имат децата:
- Юта ∞ Конрад фон Коферн (* ок. 1189)
- Лотар II фон Аре-Хохщаден († 1246), граф на Аре-Хохщаден ∞ Маргарета фон Гелдерн († 1264), дъщеря на граф Ото I фон Гелдерн
- Конрад († 1261) архиепископ на Кьолн (1238 – 1261)
- Фридрих († 1265), пробст в Кьолн
- Алайдис/Адалхайд (духовничка)
- Елизабет († сл. 1253), ∞ Еберхард III фон Хенгенбах († 1237)
- Мехтхилд († сл. 1243), ∞ I. за Конрад фон Мюленарк-Томбург († сл. 1263), ∞ II. за Хайнрих II фон Изенбург († 1278)
- Маргарета († 1314) ∞ 1240 г. граф Адолф IV фон Берг († 1259)

Матилда фон Вианден се омъжва втори път 1216 г. за граф Хайнрих фон Дурас и Лоос.